# أندرو ويفر (دراج)
أندرو ويفر (بالإنجليزية: Andrew Weaver)‏ مواليد 12 فبراير 1959 في كولومبوس، أوهايو، الولايات المتحدة، هو دراج أمريكي سابق. سبق أن شارك في دورة الألعاب الأولمبية الصيفية وفاز بميدالية أولمبية.

## الميداليات
| الميدالية | المسابقة                       |
| --------- | ------------------------------ |
| برونزية   | الألعاب الأولمبية الصيفية 1984 |

## روابط خارجية
- أندرو ويفر على موقع أرشيف الدراجات (الإنجليزية)
- أندرو ويفر على موقع إحصائيات الدراجات الإحترافية (الإنجليزية)
- أندرو ويفر على موقع أوليمبيديا (الإنجليزية)
- أندرو ويفر  على موقع SportsReference  - سبورتس رفرنس